# 庫特 (布斯克市鎮)
49°59′43″N 24°53′17″E / 49.99528°N 24.88806°E

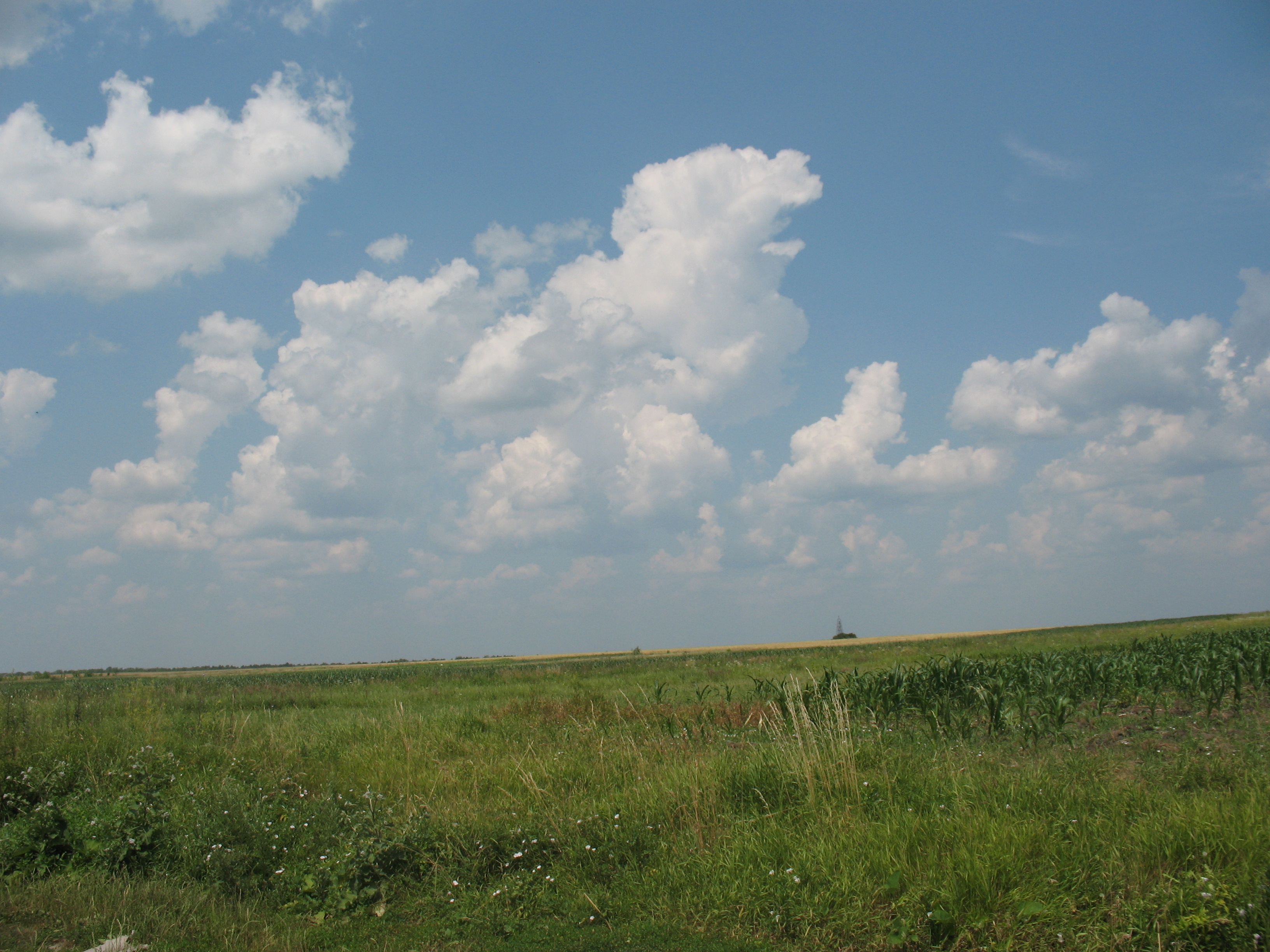

庫特（羅馬化：Kuty）是烏克蘭西部的村莊，隸屬利維夫州的佐洛奇夫區。該村始建於1441年，面積2.63平方公里，2001年該村落人口478，人口密度每平方公里181.54人。